# ICY
ICY (от сокращ. ICY — Iceland (рус. Исландия); также от англ. «icy» (рус. ледяной)) — исландский музыкальный проект, ставший дебютирующим как представитель Исландии на конкурсе песни Евровидение.
Трио состоит из Паульми Гуннарсона (исл. Pálmi Gunnarson), Хельги Мёллер (исл. Helga Möller) и Эйрикура Хёйксона (исл. Eiríkur Hauksson). Группа была создана специально для выступления на конкурсе песни Евровидение-1986, который проходил в Бергене (Норвегия).
На Евровидении группа исполнила композицию «Gleðibankinn» (рус. Банк счастья). В песне рассуждается о том, что было бы неплохо иметь банк, в котором можно хранить своё счастье (Óútleystur tékki í Gleðibankanum). Также, по мнению исполнителей, у клиентов такого банка не должно быть никаких обязательств перед ним, и если бы их настигла грусть, то они бы с лёгкостью забрали часть своего «вклада» себе (Þú leggur ekki inn í Gleðibankann tóman blús). Композиция была исполнена под шестым номером. Дебютное выступление исландцев было оценено относительно низко: набрав всего 19 баллов, группа финишировала шестнадцатой (из 20 конкурсантов).
Несмотря на то, что группа была фактически образована «для одного выступления», бывшие участники коллектива успешно продолжают сольную карьеру. Один из участников трио, Эйрикур Хёйксон, повторно (хотя и не особо удачно) выступал на Евровидении в 1991 (как участник Just4Fun) и в 2007 (сольно). Остальным участникам в этом плане везло меньше — Хельга и Паульми несколько раз принимали участие на национальных отборочных конкурсах на Евровидение, но ни разу не занимали на них первого места.